# Sheila Ritchie

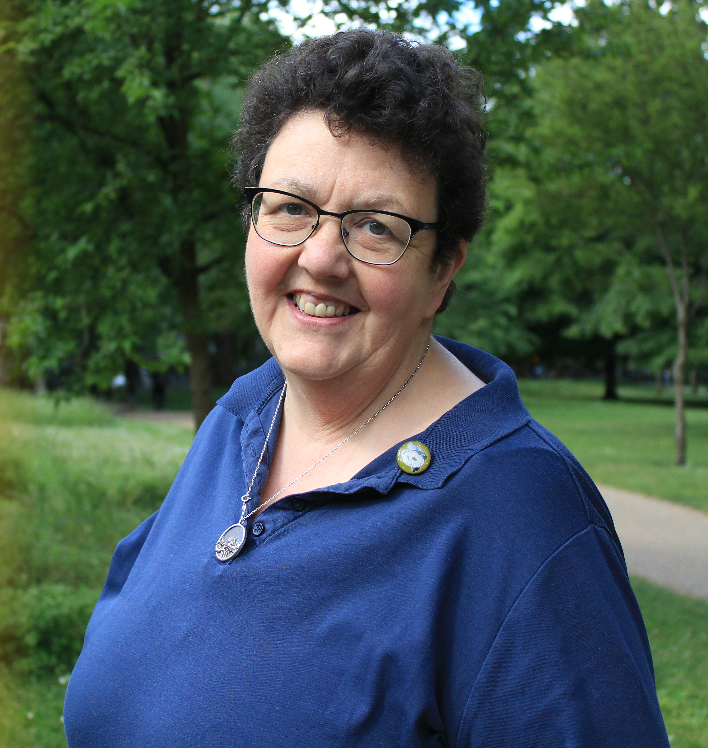
Sheila Ritchie, 2020

Sheila E. Ritchie (* 18. Mai 1967 in Perth) ist eine britische Politikerin und Mitglied der Scottish Liberal Democrats. Ab der Europawahl 2019 bis zum 31. Januar 2020 war sie Mitglied des Europäischen Parlaments.

## Leben
Ritchie ist Gründungspartner der Anwaltskanzlei Grant Smith Law Practice in Aberdeen. Von 2000 bis 2003 war sie schottisches Mitglied im Europäischen Wirtschafts- und Sozialausschuss.

## Funktionen als MdEP
- Mitglied im Haushaltskontrollausschuss
- Mitglied im Ausschuss für Landwirtschaft und ländliche Entwicklung
- Stellvertretendes Mitglied im Ausschuss für Wirtschaft und Währung